# Friedrich von Boetticher
Friedrich von Boetticher, nemški general, * 14. oktober 1881, Bethelddorf, † 28. september 1967, Bielefeld.